# Jadwiga Sidoruk
Jadwiga Głębska, coniugata Sidoruk e, successivamente, Cynkier (Łódź, 9 febbraio 1960), è un'ex cestista polacca.

## Carriera
Con la Polonia ha disputato i Campionati europei del 1985.